# F91 Dudelange
F91 Dudelange je luksemburški nogometni klub iz mesta Dudelange. Ustanovljen je bil leta 1991 z združitvijo klubov Alliance Dudelange, Stade Dudelange ter US Dudelange in aktualno igra v 1. luksemburški nogometni ligi.
Z domačih tekmovanj ima klub 14 naslovov državnega prvaka in 5 naslovov državnega podprvaka ter 7 naslovov prvaka in 6 naslovov podprvaka državnega pokala. Najboljši dosedanji evropski rezultat pa je uvrstitev v skupinski del Evropske lige v sezoni 2018/19.
Domači stadion Dudelanga je Stade Jos Nosbaum, ki sprejme 2.558 gledalcev. Barvi dresov sta svetlo modra in črna.